# Annunciazione (Salmeggia)
L'Annunciazione è un dipinto, olio su tela, di Enea Salmeggia realizzato per la cappella del santo Rosario della Certosa di Garegnano di Milano. Il dipinto fu eseguito nel 1596 e riporta la data e la firma dell'artista.

## Storia e descrizione
Il dipinto raffigurante l'Annuncio dell'angelo a Maria conferma l'importante presenza del pittore nembrese in terra milanese. L'opera è conservata nella cappella del santo Rosario della chiesa che vede molti lavori a fresco, eseguiti dal bergamasco Peterzano, suo maestro nonché maestro del Caravaggio dal 1594 al 1598. Il Peterzano quindi, ormai anziano, decise di lasciare la commissione all'alunno a conferma della capacità raggiunta dal Salmeggia. L'opera conserva la firma e la datazione, eseguito quindi subito dopo la grande tela dell'Adorazione dei Magi ospitata nella basilica mariana di Bergamo.
Il dipinto fu commissionato dopo i restauri dell'edificio in stile tardorinascimentali che videro l'ampliamento dell'aula con l'aggiunta di un atrio agli inizi del XVII secolo e i conseguenti nuovi decori nel 1562.
L'opera conferma il passaggio a una nuova formula espressiva, raggiunta dal Peterzano e poi dal Salmeggia, che trova il compromesso tra istanze naturalistiche e una nuova organizzazione molto semplice ma efficace.
La certosa ospita nella cappella adiacente la pala d'altare sempre del Salmeggia raffigurante Cristo che offre a santa Caterina una corona di spine e una di rose.

## Descrizione
In collezione privata si conserva una copia di minor misura del dipinto (53X40). Questo eseguito a olio su tavola fu probabilmente eseguito a scopo devozionale per un privato e acquistato nel 1983 tramite la casa d'asta Finarte di Milano da un privato. Il dipinto presenta una totale corrispondenza con quello conservato in certosa, ed è il solo bozzetto del Salmeggia completamente finito, contrariamente ad altri. Il dipinto, eseguito a distanza di anni, presenta solo piccole varianti dalla tela originaria. In particolare l'angelo risulta essere posto sulla parte superiore della sedia presenta a sinistra con uno stacco differente, e la finestra a destra, di minori dimensioni. Anche l'inginocchiatoio non è coperto da un lenzuolo bianco, segno di purezza, ma di un cuscino damascato.
La tela propone un impianto spaziale prospetticamente molto rigoroso, le figure sono poste in due rettangoli. A sinistra si presenta un cesto dove vi è un tombolo, una sedia, e l'angelo annunciante che pare volare sopra di essa restando in posizione immobile. Con la mano destra indica il cielo e con la destra porge un giglio simbolo di purezza. La Vergine è posta sul lato destro della pittura, inginocchiata e nell'atto di compiere una torsione del corpo. Il movimento delle due figure sono moderati con un richiamo al polittico del Lotto presente nella chiesa di San Vincenzo e Sant'Alessandro di Ponteranica.
Interessante è l'uso del colore dall'oro cangiante del manto inferiore dell'annunciante, illuminato dalla finestra posta sul lato opposto, e riproposto sul cuscino che lentamente sfocia in toni meno accesi fino a sfumare in toni rosati e grigi delle ali. Le diagonali nelle loro traiettorie indicano le direzioni in maniera chiara dei due raffigurati.